# KVN
KVN, pour Kloub veselykh i nakhodtchivykh (russe : КВН, pour Клуб весёлых и находчивых), que l'on pourrait traduire par « le club des personnes gaies et intelligentes », est un jeu télévisé humoristique très populaire en URSS puis en Russie, diffusé de 1961 à 1971 sur la télévision d'État de l'Union soviétique, puis relancé sous la Perestroïka et diffusé depuis sur la Première chaine publique de Russie.

## Principe de l'émission
Le jeu met en compétition plusieurs équipes d'étudiants représentant chacune leur université respective, qui s'affrontent en se posant ou en répondant à des questions, ou à travers l'interprétation de petites scènes comiques.

## Historique
L'ancêtre du jeu télévisé KVN est une émission similaire intitulée Vetcher Veselykh Voprosov, ou VVV (russe : Вечер весёлых вопросов, ou ВВВ), soit La Soirée des questions joyeuses, créée en 1957 par le journaliste Sergueï Mouratov, Mikhaïl Iakovlev et Albert Axelrod, qui en sont aussi les animateurs,. Le principe de La Soirée des questions joyeuses était un jeu de questions-réponses entre les présentateurs et le public ; l'émission est très novatrice pour l'époque, car d'une part elle est diffusée en direct, et d'autre part elle fait participer le public à l'émission, ce qui est inédit pour une émission de télévision soviétique.
Cette première mouture d'émission rencontre un certain succès mais n'est diffusée qu'à trois reprises. Lors de la troisième émission, une erreur dans l'annonce d'un concours entraîne une situation ingérable en plateau, l'émission étant tournée en direct, et aboutit à une coupure brutale de l'image. Le jeu consistait à offrir un prix à toute personne qui se présenterait sur le plateau habillée d'un manteau de fourrure, d'un chapeau, de bottes et munie d'un journal daté du 31 décembre de l'année précédente, l'émission se déroulant en plein été. L'animateur annonçant le jeu oublie de mentionner le journal daté, qui permettait de limiter le nombre de candidats gagnants, si bien qu'une foule de personnes en manteau de fourrure se retrouve en plateau, entraînant une situation chaotique et ingérable. L'émission est coupée et est remplacée par un écran annonçant le message « coupure pour raisons techniques ».